# والوازونه آرزنه
والوازونه آرزنه (به ایتالیایی: Valvasone Arzene) یک کومونه در ایتالیا است که در استان پوردنونه واقع شده‌است.

## خصوصیات
آرزنه ۱۲٫۱ کیلومترمربع مساحت و ۱٬۸۰۸ نفر جمعیت دارد و ۶۰ متر بالاتر از سطح دریا واقع شده‌است.